# Coulounieix-Chamiers
Coulounieix-Chamiers település Franciaországban, Dordogne megyében. Lakosainak száma 7537 fő (2022. január 1.). Coulounieix-Chamiers Périgueux, Coursac, Marsac-sur-l’Isle, Sanilhac és Razac-sur-l’Isle községekkel határos.

## Népesség
A település népességének változása:
| Lakosok száma | 7421 | 8250 | 8403 | 8364 | 8108 | 8108 | 7703 | 7387 | 7316 | 7537 |
|               | 1968 | 1982 | 1990 | 2006 | 2013 | 2015 | 2017 | 2019 | 2020 | 2022 |